# Шива (траур)
Шива (івр. שִׁבְעָה) — тижневий період трауру в юдаїзмі для родичів першого ступеня. Жалоба триває сім днів після поховання. Після первинного періоду відчаю та плачу відразу після смерті, шива це час, коли люди обговорюють свою втрату та приймають втішання від інших.
Дотримання цього ритуалу є обов'язковим для батьків, братів і сестер, подружжя, дітей померлого. Це не є вимогою для особи, якій на момент смерті родича першого ступеня виповнилося менше тридцяти днів. Під час похорону скорбники одягають верхній одяг, який розривають перед процесією під час ритуалу «кері'а». У деяких традиціях скорбники носять чорну стрічку, яка перерізається замість повсякденного одягу. Ці розірвані елементи одягу носяться потягом усього трауру. Як правило, сім днів починають рахувати відразу після похорон. Після поховання скорбники приймають галахічний статус «авель» (івр. אבל, «скорбник»). Щоб шів'а почалася, необхідно, щоб місце поховання було повністю засипане землею. Цей галахічний стан триває протягом усього періоду шів'а.
У цей період скорбники залишаються вдома. Друзі та родина відвідують їх, щоб висловити співчуття та розрадити. Цей процес, що бере свій початок ще з біблійних часів, формалізує природний спосіб, який допомагає людині протистояти і долати горе. Шів'а дозволяє людині висловити свою скорботу, обговорити втрату коханої людини та повільно повернутися в суспільство.

## Згадки у Біблії
Низка біблійних оповідань описує жалобу протягом фіксованих періодів; у деяких випадках цей термін становить сім днів. Після смерті Якова його син Йосип і ті, хто супроводжували Йосипа, встановили семиденний траур. Семиденний період жалоби, який пережив Йосип, був описаний мудрецями ще до одкровення на горі Синай. У Книзі Йова сказано, що Йов оплакував своє нещастя сім днів. У цей час він сидів на землі разом із друзями навколо нього.
Біблійний траур передбачав утримання від бенкетів, пісень і храмових ритуалів. Пророк Амос сказав людям, що Бог «перетворить ваші бенкети на плач, а всі ваші пісні — на голосіння» як покарання за гріх, описуючи цей плач як схожий на «плач за єдиним сином». Після того, як двоє синів первосвященника Аарона були вбиті, Аарон відмовився їсти тваринні жертви, сказавши, що це було б недоречно в той час, коли він оплакував смерть синів.

## Етапи горя
Процес трауру починається з першого етапу, інакше відомого як «анінут» (інтенсивна жалоба). Протягом цього часу люди переживають перший шок від втрати. Часто емоції, пов'язані з цим етапом, включають гнів, заперечення і недовіру. Це найважчий період жалоби, і саме в цей час виконується ритуал кері'а, або роздирання одягу. Цей етап починається з моменту смерті особи до кінця похорону. Слідом за ним йде сама шів'а, у якій скорбники починають сім днів, присвячених пам'яті померлої людини. Протягом шів'а людям наказано відпочити від рутинних справ, щоб також зосередитися на своїй втраті. Слідом за шів'а є стадія трауру, відома як «шелошім» (букв. «тридцять»). Цей період трауру триває тридцять днів після поховання. Перші сім днів шелошім є періодом шів'а, однак шелошім продовжується після закінчення шів'а. Після інтенсивного періоду шів'а, який в основному проходить удома, шелошім дозволяє людям покинути свої місця проживання та знову почати взаємодіяти з іншими. Шелошім заохочує людей почати брати участь у соціальних відносинах, щоб повільно повернутися до нормальної щоденної діяльності. На останньому етапі, «ярц'їт» або «їзкор», завершується річний період трауру, і проводяться щорічні церемонії пам'яті померлого.

## Обчислення часу шів'а та шелошім
Період шів'а (сім днів трауру) починається відразу після поховання; залишок дня вважається першим днем шів'а, навіть якщо це лише частина дня. На сьомий день (наприклад, у понеділок, якщо перший день був вівторком), шів'а закінчується вранці після молитви шахаріт (якщо вранці сьомого дня не проводяться публічні служби, служба проводиться в будинку скорботників); таким чином, сьомий день знову є неповним днем. Шелошім (тридцятиденний період трауру) триває до закінчення ранкових служб на 30-й день, через 23 дні після закінчення шів'а; як і у випадку з шів'а, два неповних дні на початку та в кінці зараховуються як повні дні.
Якщо звістка про смерть близького родича дійшла до рідних через 30 днів після того, як їхній родич помер, включаючи 30-й день, то скорботники зобов'язані сидіти в траурі лише один день. Однак, якщо звістка про смерть близького родича дійшла до них протягом 30 днів після смерті, скорботники повинні сидіти в траурі протягом семи днів.

### Релігійні свята під час жалоби
Релігійні свята під час шів'а та шелошім дещо змінюють період трауру. Оскільки юдаїзм приймає свята з радістю, смуток і печаль, пов'язані з трауром, мають бути відкладені до кінця свята. Як правило, якщо людина помирає до початку свята, свято скасовує дотримання шів'а або шелошім. Дні свята зараховуються до днів трауру, а правила, що застосовуються під час жалоби, скасовуються, щоб заохотити до святкування свята. Якщо смерть сталася під час свята або несвідомо, траур починається після закінчення свята. В інших ситуаціях, якщо повна шів'а була дотримана до початку свята, свято скасовує дотримання шелошіма, що означає завершення цього періоду трауру.
Велике єврейське свято припиняє дію шів'а, тоді як шабат лише призупиняє певні її аспекти.

#### Шабат
Під час шабату триває приватний траур, тоді як громадський траур призупинено. Людям дозволяється носити взуття та виходити з дому для участі в публічних молебнях. Щоб підготуватися до шабату, особам дозволяється перервати шів'а на одну годину п'ятнадцять хвилин, щоб приготувати їжу, одягнутися та виконати інші завдання. Якщо цього часу не є досить, то у певних ситуаціях на це може бути відведено дві з половиною години.

#### Песах
Під час Песаху будь-які дні дотримання шів'а до початку свята дорівнюватимуть семи дням. Оскільки Песах святкується вісім днів, будь-який попередній траур триватиме п'ятнадцять днів після закінчення свята, залишаючи лише п'ятнадцять днів дотримання шелошім.

#### Шавуот
Під час Шавуот будь-які дні шів'а до початку свята дорівнюватимуть семи дням. Перший день свята Шавуот дорівнює семи дням. Другий день Шавуот вважається п'ятнадцятим днем, тому для дотримання шелошім залишається лише п'ятнадцять днів.

#### Суккот
Під час Суккоту будь-які дні дотримання шів'а до початку свята дорівнюватимуть семи дням. Оскільки Суккот відзначається протягом семи днів, будь-який попередній траур становитиме чотирнадцять днів після закінчення свята. Шеміні Ацерет вважається восьмим днем свята Суккот і дорівнює семи дням жалоби. Сімхат Тора вважається двадцять другим днем жалоби, залишаючи лише вісім днів дотримання шелошім.

#### Рош-га-Шана
Під час Рош-га-Шана будь-які дні дотримання шів'а до початку прирівнюються до семи днів, коли свято починається. Йом-Кіпур, який слідує за Рош га-Шана, символізує кінець трауру, а також кінець шів'а та шелошім.

#### Йом-Кіпур
Під час Йом-Кіпуру будь-які дні дотримання шів'а перед початком прирівнюються до семи днів на початку свята. Суккот після Йом-Кіпур символізує кінець трауру, а також кінець шів'а та шелошім.

#### Йом Тов
Якщо смерть настає під час свят, шів'а не починається до завершення поховання. Поховання не може відбуватися в святковий день, але може під час проміжних днів для Суккот або Песах, інакше відомих як Хол-га-Моед.

#### Хол-га-Моед
Якщо поховання відбувається на Хол-га-Моед на Песах, шів'а не починається до завершення свята. У діаспорі, де більшість свят відзначаються протягом двох днів, траур не відбувається на другий день, але цей день все ще вважається одним із днів шів'а.

## Звичаї шів'а
Є багато традицій, які дотримуються для того, щоб дотримуватися шів'а. Протягом цього часу скорбники повинні залишатися вдома та утримуватися від спілкування.

### Кері'а
Єврейські вірування та традиції наказують людям, почувши про смерть близького родича, розірвати свій одяг як основне вираження горя. Процес розривання одягу відомий як кері'а. Ритуал виконується стоячи, і розрив повинен розтягнутися в «тефах» (ширину долоні), що еквівалентно приблизно 9 см. Розриваючи одяг, скорботник читає благословення, яке описує Бога як «істинного Суддю». Це благословення нагадує скорботникам визнати, що Бог забрав життя близького родича, і розглядається як перший крок у прийнятті горя. Одяг розривається на серці, якщо померла особа була батьком, або на грудях з правого боку, якщо померла особа була іншим родичем. Розірвані предмети одягу носять протягом усього періоду шів'а, єдиним винятком є шабат.

### Миття рук
Після перебування біля померлого або поруч із ним існує давній звичай умиватися або принаймні мити руки як засіб очищення. Після похорону або відвідування кладовища люди повинні мити руки як знак духовного переходу через воду. Під час шів'а особливо обов'язково це робити перед входом у будинок. Існує багато різних джерел походження цієї традиції, однак, як правило, акт пов'язаний із символічним очищенням, ідея полягає в тому, що смерть є нечистою в духовному сенсі. В юдаїзмі вважається, що живі підкреслюють цінність життя, а не зосереджуються на смерті. Під час миття рук після відвідування померлого прийнято не передавати використану чашку води від людини до людини. Причина цього походить від вірувань і сподівань зупинити трагедію, яку вона почала, а не дозволити їй продовжуватися від людини до людини, що символізує собою передача чаші.

### Трапеза співчуття
Перша їжа, яку слід з'їсти після похорону, відома як сеудат гавра'а («трапеза співчуття»). За традицією, трапезу співчуття скорботникам повинні подати сусіди. Акт приготування такої страви вважається міцвою. Незважаючи на традицію, якщо трапезу співчуття не можуть приготувати сусіди, це можуть зробити родичі, а в особливому випадку скорботники самі можуть приготувати їжу. Було помічено, що багато разів після смерті близької людини люди, які були в траурі, мали бажання смерті і часто намагалися морити себе голодом. Їжа, яку їм давали після повернення додому, дарувала тепло, щоб зменшити такі бажання. Щоб їжа вважалася трапезою співчуття, вона повинна містити кілька конкретних страв. Прикладом цього є хліб, який символізує «посох життя» (staff of life). Крім цього, їжа повинна містити зварені круто яйця, варені овочі, а також каву або чай. Часто допускається подавати і вино. Трапеза співчуття не подається тільки якщо немає публічної жалоби або якщо особа померла внаслідок самогубства.

### Свічки

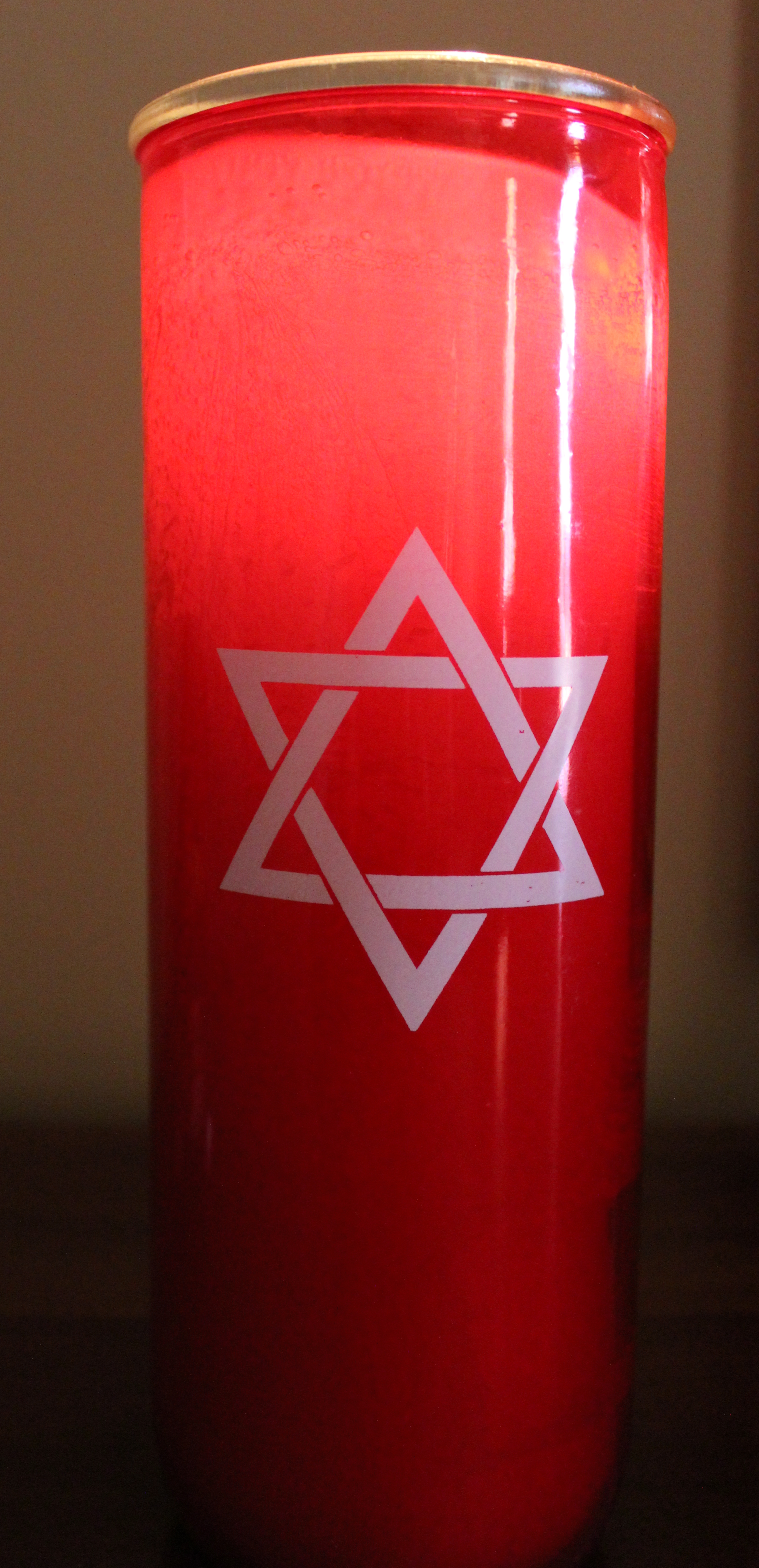
Червона свічка шів'а

В юдаїзмі свічки є символом особливих подій протягом усього життя. Їх запалюють під час великих свят, під час шабату, а під час траурного процесу свічки повинні горіти до повної шів'а. Перед смертю рабина Юди-га-Насі в третьому столітті він наказав, щоб світло продовжувало горіти. Під час шів'а свічка символізує померлого. Світло є символом людини, гніт і полум'я представляють тіло і душу відповідно, а також їхній зв'язок один із одним. Традиційно свічки повинні бути виготовлені з олії або парафіну, і не допускається, щоб вони були електричними. Ідеально свічку палити в будинку покійного, але можливі винятки. Незважаючи на це, свічки повинні бути в присутності тих, хто дотримується шів'а. Під час великих свят свічку можна переставляти, щоб зменшити почуття трауру та зосередитися на радісній події, яка наближається.

### Дзеркала
Особи, які перебувають у траурі або в домі шів'а, повинні покривати дзеркала з моменту смерті особи до кінця шів'а. Юдаїзм цього вимагає з кількох причин. Перша причина може випливати з ідеї, що людина була створена за образом Бога. Отже, людина набуває такої ж гідності й цінності, як Бог. Коли творіння Бога вмирає, це зменшує його образ. Смерть людей порушує зв'язок між живою людиною та живим Богом. Оскільки дзеркала призначені для відображення такого зображення, то під час трауру їх накривають. Друга причина, чому в юдаїзмі покривають дзеркала, пов'язана зі спогляданням стосунків із Богом під час смерті близької людини. У цей час людям наказано зосереджуватися на горі та траурі, а не на собі. Щоб запобігти егоїстичним думкам, у будинках скорботників закривають усі дзеркала. Третя причина, яка пояснює, чому дзеркала повинні бути закриті, походить від закону, який стверджує, що людина не може стояти безпосередньо перед зображенням або поклонятися йому. Тому дзеркала і картини під час трауру ховають.

#### Картини
Дехто дотримується додаткового звичаю накривати всі фотографії людей :p.54 (3:37), p.179 (16:4) :pp.229–230. Одна з причин, яка пов'язана з накриттям дзеркал (а іноді також і всіх фотографій людей), полягає в тому, що молитовні служби проводяться в домі трауру, якщо вдається зібрати кворум, а «єврейський закон чітко говорить, що не можна поклонятися зображенню або стояти прямо перед однією .. картиною .. дзеркалом».:p.104

### Взуття
Під час святкування шів'а забороняється носити шкіряне взуття. Причиною цього є відсутність розкоші. Без шкіряного взуття людина здатна зосередитися на траурі та глибокому сенсі життя. Однак винятками з цього правила є вагітні та хворі на ноги. Крім тих, хто дотримується шів'а або шелошім, гості та особи, які цього не роблять, також повинні утриматися від носіння шкіряного взуття в домі скорботних.

### Особистий догляд
Подібно до ідеї носіння шкіряного взуття, гігієна та особистий догляд трактуються як завдання, яке виконується для задоволення. Такі дії заборонені під час дотримання шів'а або шелошім, оскільки вони розглядаються як дії, зроблені для фізичного комфорту. Однак існує тонка грань, яка розділяє догляд з міркувань гігієни та для комфорту. Тому особам, які перебувають у траурі, рекомендовано мити лише окремі частини тіла, голови та обличчя. На додаток до цього рекомендується холодна або прохолодна вода. Використання косметики заборонено, оскільки це є актом, зробленим для комфорту та задоволення. Однак винятком із цього правила є жінка, яка є нареченою, заручена, збирається на побачення, щоб вийти заміж, або вважає, що використання макіяжу є необхідним.

### «Сидяча» шів'а
«Сидяча» шів'а відноситься до акту сидіння на низьких табуретах під час трауру. Як згадується в Книзі Йова, після жалоби друзі Йова «сиділи з ним на землі сім днів і сім ночей». Тому спочатку особи, які дотримувалися періоду трауру, повинні були перевернути дивани чи ліжка й сісти на землю. З часом до цього правила були внесені зміни. Галаха говорить, що людина зобов'язана сидіти на низьких табуретах або на підлозі. Людина бере участь, сидячи на низькому стільчику, щоб вказати на відсутність турботи про особистий комфорт під час трауру.
Жалоба знаходить своє вираження в скорботі й муках душі та в символічних зовнішніх діях. Різні громади практикували різні звичаї під час фактичного процесу «сидіння» шів'а. Євреї-сефарди більше не сидять, загорнувшись у свій талліт, але єменські євреї все ще дотримуються стародавнього єврейського звичаю сидіти сім днів, закутавшись у талліт. Ця практика згадується в Талмуді (Мо'ед Катан) і в працях ранніх рабинських авторитетів.
|  | …і він (тобто сорботник) потребує оголити голову. Що мається на увазі під оголенням голови? Це оголення волосся та оголення голови від [покриття] їх капелюхом або його габітом, або подібними речами, і [дозволити лише бути] закутаним, як куталися ізмаїльтяни, як ми цитуємо [щодо прокаженого] (Лев. 13:45): «І голова його буде оголена»… Оригінальний текст (англ.) …and he (i.e. the mourner) requires uncovering his head. What is meant by uncovering the head? It is exposing the hair and exposing the head from [being covered] by his hat or his habit, or similar things, and [allowing himself only to be] draped as the draping of the Ishmaelites, as we cite [concerning the leper] 3 М. 13:45: ‘And his head shall be bare’… |

Серед ашкеназьких і сефардських громад ця практика вже застаріла, вони дотримуються рішень посеків єврейського закону, які прийшли пізніше (Баїт-Хадаш, Турей-Загав і Саббатай га-Коген), які скасували звичай, написавши так: «І в цьому часі, немає звичаю покривати голову, щоб це не призвело до легковажності. У будь-якому випадку капелюх треба натягувати на очі». Єдині, хто продовжує дотримуватися цього звичаю, — це євреї Ємену.

### Місце проведення обряду

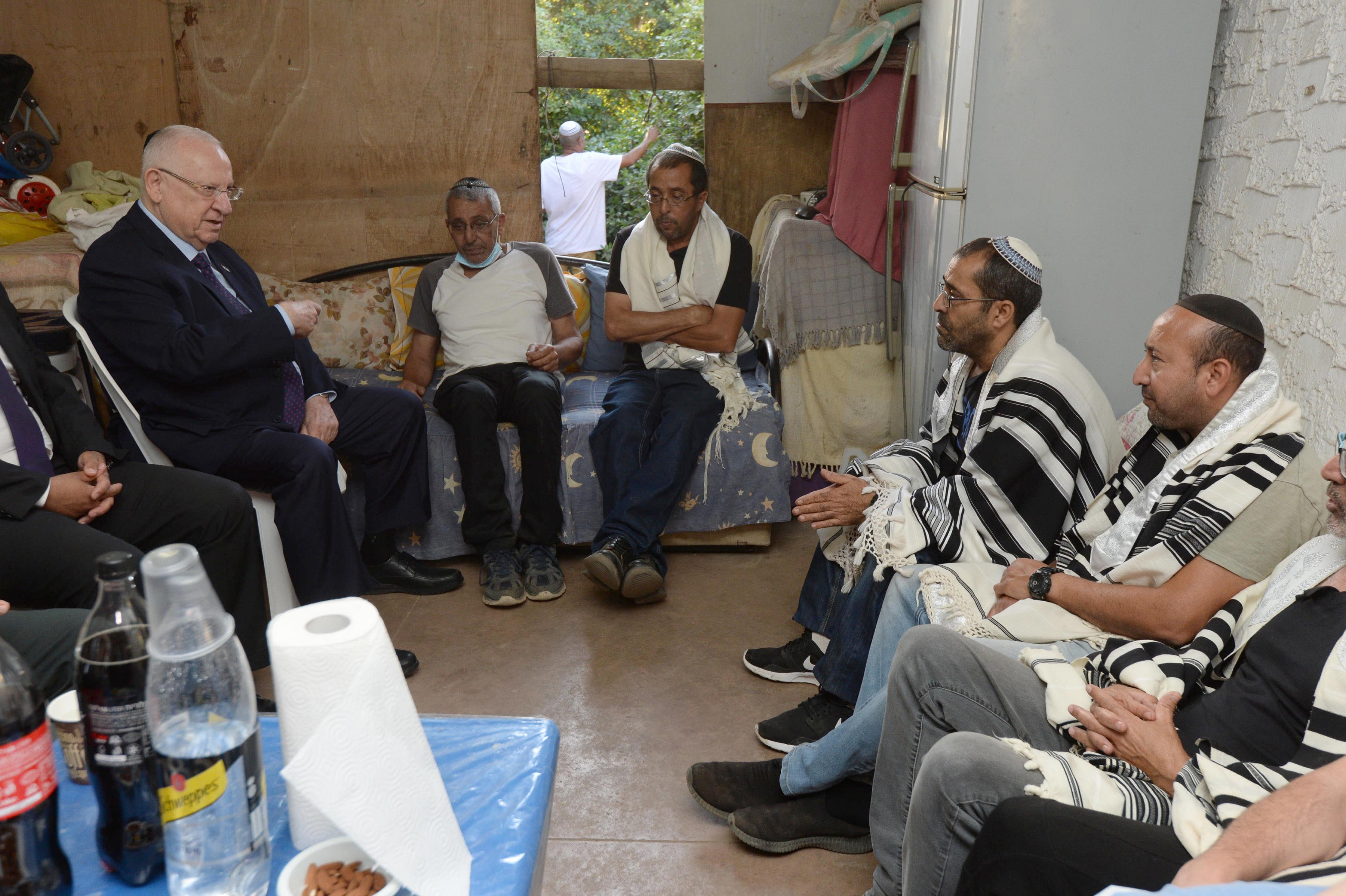
Реувен Рівлін бере участь у ритуалі шів'а за вбитим Їґал Єгошуа (травень 2021)

Ідеальне місце для дотримання шів'а — будинок померлого. Якщо це неможливо, наступним найкращим місцем є будинок родича, близького до покійного. Під час відзначання шів'а людям, як правило, не дозволяється полишати приміщення. Однак є певні винятки з цього правила, зокрема: недостатньо місця в будинку для кожного окремого скорбника, втрата іншої близької людини та неможливість проводити службу вдома. Якщо окремим особам, які перебувають у жалобі, дозволено вийти з дому, вони повинні робити це, не заважаючи іншим, і ніколи не залишатися наодинці.

## Молитви в будинку шів'а
Молитва в домі скорботників виголошується, щоб продемонструвати повагу до людини у скорботі, а також до померлого. Ще в 1790 році була заснована організація «Хебра Ма'аріб-бе-Земана Огев Шалом» (івр. חברה מעריב בזמנה אוהב שלום), щоб надати скорботним, які дотримуються шів'а, міньян. У 1853 році в Лондоні заснували організацію «Хебра Менахем Абелім Гедес-ве-Емет» (англ. Hebrath Menachem Abelim Hesed Ve Emeth) для досягнення схожої мети. Протягом всієї історії, молитви під час жалоби були важливими. Однак під час шів'а молитви дещо змінюються.

### Кадіш
Під час трауру зазвичай читають кадіш. Замість того, щоб втрачати віру в релігію, єврейські традиції вимагають від тих, хто пережили втрату близької людини, публічно стверджувати свою віру в Бога. Зазвичай це робиться перед міньяном. Читання кадіш робиться для того, щоб захистити гідність і заслуги особи, яка померла, в очах Бога. Юдаїзм вірить, що до того, як душа потрапить на небо, потрібно максимум дванадцять місяців, щоб навіть найгірша душа очистилася. Хоча повний траур триває дванадцять місяців, кадіш читається лише протягом одинадцяти місяців, щоб не означати, що душа потребує цілих дванадцяти місяців очищення.

### Молитва скорботи
Традиційно справжня молитва скорботи відома як «Ел Малей Рахамім» (івр. אֵל מָלֵא רַחֲמִים) в ашкеназькій літературі та «Гашкава» () в сефардській. Часто молитву скорботи помилково приймають за кадіш. Читання цієї молитви здійснюється за душу померлої людини. Сама молитва є закликом до належного спокою душі покійного. Зазвичай читання цієї молитви виконується біля могили під час поховання, під час відкриття надгробку, як у богослужіннях Їзкор на єврейських святах. Якщо читання здійснюється як індивідуальне поминання, молитва містить ім'я особи, яка померла. Однак якщо читання виконується в присутності групи, молитва міститиме опис особи, яка померла.

### Міньян під час шів'а
Міньян традиційно є кворумом із десяти або більше дорослих чоловіків. Часто в консервативних або реформістських громадах міньян складається з десяти чи більше дорослих чоловіків і жінок. Під час шів'а міньян збиратиметься для служби у домі тих, хто в жалобі. Богослужіння подібні до тих, що проводяться в синагозі. Однак під час шів'а певні молитви або вірші або додаються, або пропускаються. У ті дні, коли Тора читається в синагозі, вона також читається у домі шів'а. Громада докладає зусиль, щоб позичити сувій Тори скорботникам для цього.

### Зміни в службі під час трауру
У молитві шахаріт (ранковій) вносяться такі зміни, перераховані за порядком у молебні:
- Пропускають священицьке благословення[14] :p.187 (16:25) і галлель на Рош-Ходеш. :p.188 (16:26)
- Пропускають таханун та нефілат аппаїм[14] :pp.184–185 (16:20); так само вранці в понеділок і четвер (перед читанням Тори) пропускають ерех апаїм.
- Пропускають псалом 20[48]
- Пропускають псалом 90[49]
- Додають псалом 49 — «Викуплення душі» (івр. למנצח לבני קרח):[14] :p.189 (16:29) двічі на день: вранці, а також увечері (сефарди) або мінха (ашкеназі).
- Замінюють псалом 16 на псалом 49 у дні, коли пропущено таханун[14] :p.189 (16:29)
- Пропускають Пітум-га-Кеторет[50].

Крім того, в інші молитви вносяться такі зміни:
- Пропускають таханун та нефілат аппаїм зі служби мінха
- Пропускають шість псалмів перед вечірніми службами в п'ятницю[14] :p.267 (28:6)
- Спеції не використовуються в домі скорботників під час Гавдали (кінець шабату).[51]

## Виноски
1. 1 2 3 4 5 6 7 8 9 10 11 12 13 14 15 16 17  Lamm, Maurice (1969). The Jewish Way in Death and Mourning. Middle Village, N.Y.: Jonathan David Publishers. ISBN 0-8246-0126-2.
2. ↑  Rabinowicz, Harry (1964). A Guide to Life — Jewish Laws and Customs of Mourning. London: Jewish Chronicle Publications. с. 57.
3. ↑  Kaye, Terry; Cutter, William, ред. (1992). The Jewish Mourner's Handbook. Behrman House. ISBN 978-0-87441-528-5.
4. ↑  Mourner Observances. shiva.com. Процитовано 30 листопада 2019.
5. ↑  Blech, Rabbi Benjamin (31 серпня 2012). Rent-a-mourner and other intimate life services for hire. J Weekly. Процитовано 30 листопада 2019.
6. ↑  Lieberman, Joshua (1946). Peace of Mind. ISBN 9780671202989.
7. ↑  Бут. 50:10
8. 1 2  Йов 2:13
9. ↑  Ам. 8:10
10. ↑  3 М. 10:19
11. ↑  The Stages of Mourning in Judaism. Chabad.org. Процитовано 30 листопада 2019.
12. ↑  Goldstein, Zalman. The Periods of Mourning. Chabad.org. Процитовано 30 листопада 2019.
13. ↑  Yehudai Gaon (1999). Sefer Halachot Pesukot (івр.). Jerusalem: Ahavat Shalom. с. 416. OCLC 42433185.
14. 1 2 3 4 5 6 7  Goldberg, Rabbi Chaim Binyamin (1991). Mourning in Halachah. ArtScroll. ISBN 0-89906-171-0.
15. ↑  Klein, Isaac (1979). A Guide to Jewish Religious Practice. Ktav Publishing House. с. 278. ISBN 978-0873340045.
16. ↑  Yehudai Gaon (1999). Sefer Halachot Pesukot (івр.). Jerusalem: Ahavat Shalom. с. 425. OCLC 42433185.
17. ↑  Maimonides (1974). Sefer Mishneh Torah - HaYad Ha-Chazakah (Maimonides' Code of Jewish Law) (івр.). Т. 7. Jerusalem: Pe'er HaTorah., s.v. Hilkot Avel 8:1–2
18. 1 2  Kolatch, Alfred (1989). The Jewish Book of Why: The Torah. NY: Jonathan David Publishers. ISBN 978-0824604547.
19. 1 2  Kolatch, Alfred (1995). The Second Jewish Book of Why. NY: Jonathan David Publishers. ISBN 978-0824603052.
20. ↑  Shiva (PDF). Oheb Shalom. Архів оригіналу (PDF) за 6 квітня 2018. Процитовано 30 листопада 2019. [Архівовано 2018-04-06 у Wayback Machine.]
21. ↑  Kitzur Shulchan Aruch 205:7
22. ↑  Ketubot 103a.
23. ↑  Proverbs 20:27.
24. ↑  Seltzer, Nachman (2010). A Moment in Time. Hamodia/Feldheim. ISBN 978-1-59826-636-8.
25. ↑  Moed Katan 15b. Sefaria.org. Процитовано 30 листопада 2019.
26. ↑  Y.D. 380.1 and 382.1.
27. ↑  Ibid 375:1, 376:4, 382:1 Bet Yosef.
28. ↑  Y.D. 382.2.
29. ↑  Orach Chayyim 614.3.
30. ↑  Shulhan Arukh 382:2.
31. 1 2  Levy, Yamin (2003). Journey Through Grief. Jersey City, NJ: KTAV Publishing House, Inc. с. 98. ISBN 0-88125-802-4.
32. 1 2  Y.D. 381.6.
33. ↑  Rabinowicz, Harry (1964). A Guide to Life — Jewish Laws and Customs of Mourning. London: Jewish Chronicle Publications. с. 60.
34. ↑  A Guide to Jewish Mourning Laws and Practices (PDF). Процитовано 30 листопада 2019.
35. ↑  Babylonian Talmud (Mo'ed Katan 15a). In Meiri's commentary, Beit ha-Beḥirah (ibid. s.v. אבל חייב בעטיפת הראש), he writes: «The mourner requires having his head covered, so that he will not remain bare-headed; his head being draped in such a way that part of his face is covered in front of his eyes, as well as below in front of his lip, so that he might appear as a man brought under submission and broken. Insofar that God has said to Ezekiel (Ezek. 24:17) [at a time of joy], 'Do not lay a covering upon your moustache,' we learn the reverse of what the entire world is required to do [when they are in mourning].»
36. ↑  Maimonides (1974). Sefer Mishneh Torah - HaYad Ha-Chazakah (Maimonides' Code of Jewish Law) (івр.). Т. 7. Jerusalem: Pe'er HaTorah., s.v. Hilkot Avel 5:19
37. ↑  Yehudai Gaon (1999). Sefer Halachot Pesukot (івр.). Jerusalem: Ahavat Shalom. с. 429. OCLC 42433185., s.v. Hilkot Avel
38. ↑  Joseph Karo, Shulchan Arukh (Yoreh De'ah 386:1)
39. ↑  Kiara, S. (1972). Ezriel Hildesheimer (ред.). Sefer Halachot Gedolot (івр.). Т. 1. Jerusalem: Ḥevrat meḳiṣei nirdamim., Hil. Avel (p. 439)
40. ↑  Ibn Ghiyyat (1861), Me'ah She'arim, у Yitzḥaq Dov Halevi Bomberger (ред.), Sefer Sha'arei Simchah, т. 1, Firta (Fürth): Simcha Halevi, OCLC 780181558, s.v. «Hilkoth Avel» (Laws concerning the Mourner), pp. 46–47
41. ↑  Cf. Targum Onkelos on Leviticus 13:45, where he writes similarly about an ancient mourner's practice of covering one's moustache with his tallit: «…and he shall cover-up his moustache like a mourner, etc.» Rabbi David Kimchi writes in his commentary on Ezekiel 24:17: «The mourner requires uncovering his head, from [wearing] his hat, but drapes himself with his habit. By covering up one's moustache together with one's head, it is a sign of mourning.»
42. ↑  Ratzaby, Yehuda (2018), Ancient Customs of the Yemenite Jewish Community, у Rachel Yedid; Danny Bar-Maoz (ред.), Ascending the Palm Tree: An Anthology of the Yemenite Jewish Heritage (англ.), Rehovot: E'ele BeTamar, с. 53, OCLC 1041776317
43. ↑  Levy, Yamin (2003). Journey Through Grief. Jersey City, NJ: KTAV Publishing House, Inc. с. 97. ISBN 0-88125-802-4.
44. ↑  Roth, Cecil (1950). The History of the Great Synagogue. с. 61. Процитовано 30 листопада 2019.
45. ↑  Wyatt, Jean (2015). The Judge Is the Savior: Towards a Universalist Understanding of Salvation. Eugene, OR: Wipf and Stock Publishers. с. 168—169. ISBN 9781625648174.
46. ↑  Eisenberg, Ronald L. El Maleh Rahamim. My Jewish Learning. Процитовано 30 листопада 2019.
47. ↑  Eisenberg, Ronald L. (2004). The JPS Guide to Jewish Traditions (A JPS Desk Reference). The Jewish Publication Society. ISBN 978-0827607606.
48. ↑  Ibid. с. 75—76.
49. ↑  Пс. 90:17
50. ↑  Keritot 6a. с. 219—220.
51. ↑  Ibid. с. 370.